# Helmold III. (Schwerin)
Helmold III. auch Helmold II. (* vor 1228; † 1296 ?) war Graf von Schwerin.
Helmold war Sohn des Schweriner Grafen Gunzelin III. und Margarethe von Mecklenburg († nach dem 18. August 1267), der Tochter Heinrich Borwins II.
Von Helmold III. sind drei Ehen bekannt:
⚭ I) (N.N.), Tochter von Adolf I. von Dannenberg († 1266/67)
⚭ II) Mechthild;
⚭ III) 1264 Margarete von Schleswig († um 1315), Tochter des Erich I. von Schleswig
Sohn aus erster Ehe war Gunzelin V. († nach 1307), 1296–1307 Graf zu Schwerin; Sohn aus dritter Ehe war Heinrich III. († 1344), 1298–1344 Graf zu Schwerin in den Landesteilen Boizenburg und Crivitz.
Die letzte urkundliche Erwähnung von Helmold erfolgte in einem Vertrag vom 25. August 1295. Gestorben ist er vor dem 13. Mai 1296, da hier bereits sein Sohn urkundlich als Regent erwähnt wird.